# Khao Lak

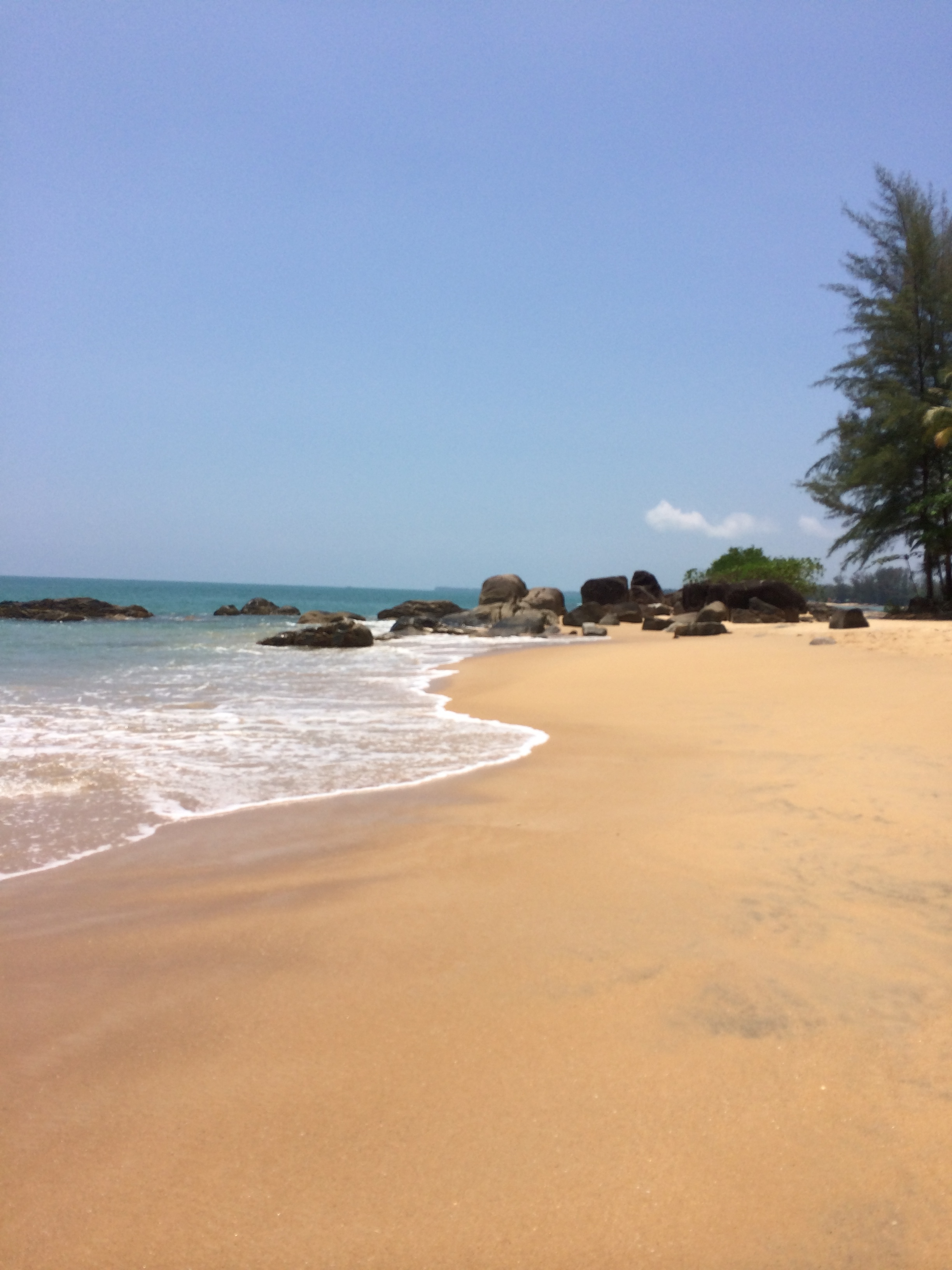
Uma das diversas praias de Khao Lak, no Oceano Índico

Khao Lak é uma série de povoados, atualmente voltados para o turismo, principalmente no distrito de Takua Pa e em menor parte em Thai Mueang na  província de Phang Nga, Tailândia. "Khao Lak" significa literalmente "montanha Lak". Esta montanha é um dos principais picos na pequena região montanhosa (altura máxima 1.050 metros) dentro do Parque Nacional de Khao Lak Lamru.

## Tsunami de 2004
Khao Lak foi o litoral da Tailândia mais atingido pelo tsunami resultante do sismo no Oceano Índico de 2004. Muitas pessoas morreram, incluindo muitos turistas estrangeiros. O número final de mortos foi superior a 4.000, com estimativas não oficiais que atingem 10.000. Essa diferença é devido à falta de censos precisos do governo e o fato de que grande parte da população birmanesa migrante não era documentada nem reconhecida como residentes legais.